# Acanthochromis polyacanthus
Acanthochromis polyacanthus là loài cá biển duy nhất thuộc chi Acanthochromis nằm trong phân họ Pomacentrinae của họ Cá thia. Loài này được mô tả lần đầu tiên vào năm 1855.

## Từ nguyên
Tiền tố acanthus bắt nguồn từ ἄκανθα (ákantha) trong tiếng Hy Lạp cổ đại có nghĩa là “gai, ngạnh”, hàm ý đề cập đến số tia gai của loài cá này nhiều nhất trong họ Cá thia, và Chromis là tên gọi của một chi cá thia, có lẽ đề cập đến sự tương đồng giữa hai chi này.
Tiền tố poly trong từ định danh polyacanthus cũng bắt nguồn từ tiếng Hy Lạp cổ đại (πολύς; polús) và mang nghĩa là "nhiều", cũng mang hàm ý như tên gọi của chi.

## Phạm vi phân bố và môi trường sống
A. polyacanthus được phân bố tập trung ở vùng biển các nước Đông Nam Á, quần đảo Caroline, tiểu vùng Melanesia và vùng đông bắc Úc (bao gồm rạn san hô Great Barrier). A. polyacanthus sống trên các rạn san hô viền bờ và trong đầm phá ở độ sâu đến ít nhất là 65 m.
Tại Việt Nam, A. polyacanthus được ghi nhận tại đảo Lý Sơn (Quảng Ngãi); cù lao Chàm (Quảng Nam); các vịnh ở Khánh Hòa và Ninh Thuận; và quần đảo Trường Sa.

## Mô tả

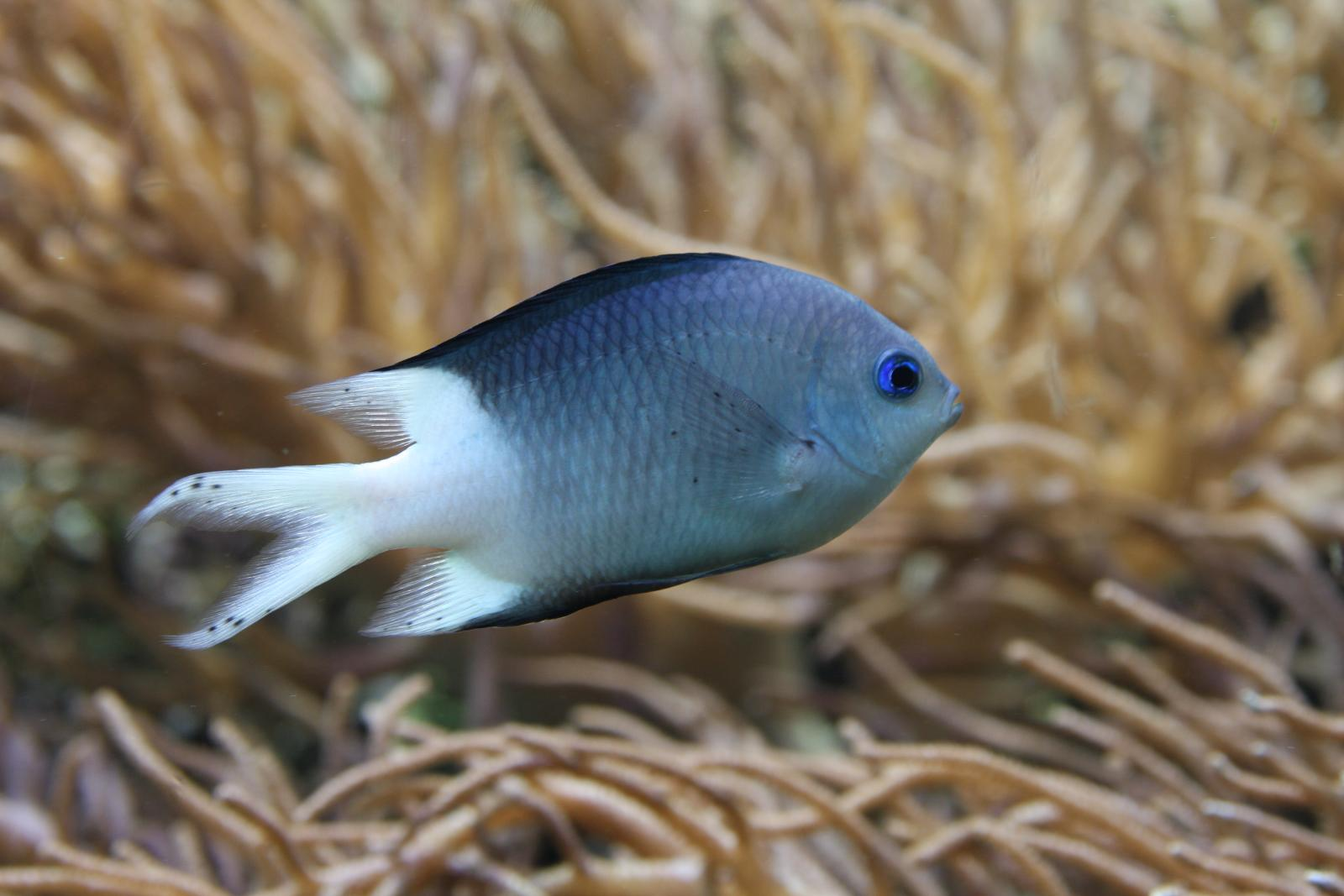
A. polyacanthus với thân sau và đuôi màu trắng

Chiều dài lớn nhất được ghi nhận ở A. polyacanthus là 14 cm. A. polyacanthus có rất nhiều biến dị màu sắc, như xanh lam xám, nâu xám đến nâu sẫm toàn thân, có khi trắng ở thân sau và toàn bộ đuôi, hoặc trắng toàn bộ cơ thể. Cá con có màu xanh xám, lốm đốm các vệt vàng trên đỉnh đầu và một đốm lớn trên cuống đuôi, cũng như sọc vàng dọc theo đường bên.
Số gai ở vây lưng: 17 (nhiều nhất trong họ cá thia); Số tia vây ở vây lưng: 14–16; Số gai ở vây hậu môn: 2; Số tia vây ở vây hậu môn: 14–16; Số tia vây ở vây ngực: 17–18; Số gai ở vây bụng: 1; Số tia vây ở vây bụng: 5; Số vảy đường bên: 20–22; Số lược mang: 21–23.

## Sinh thái học

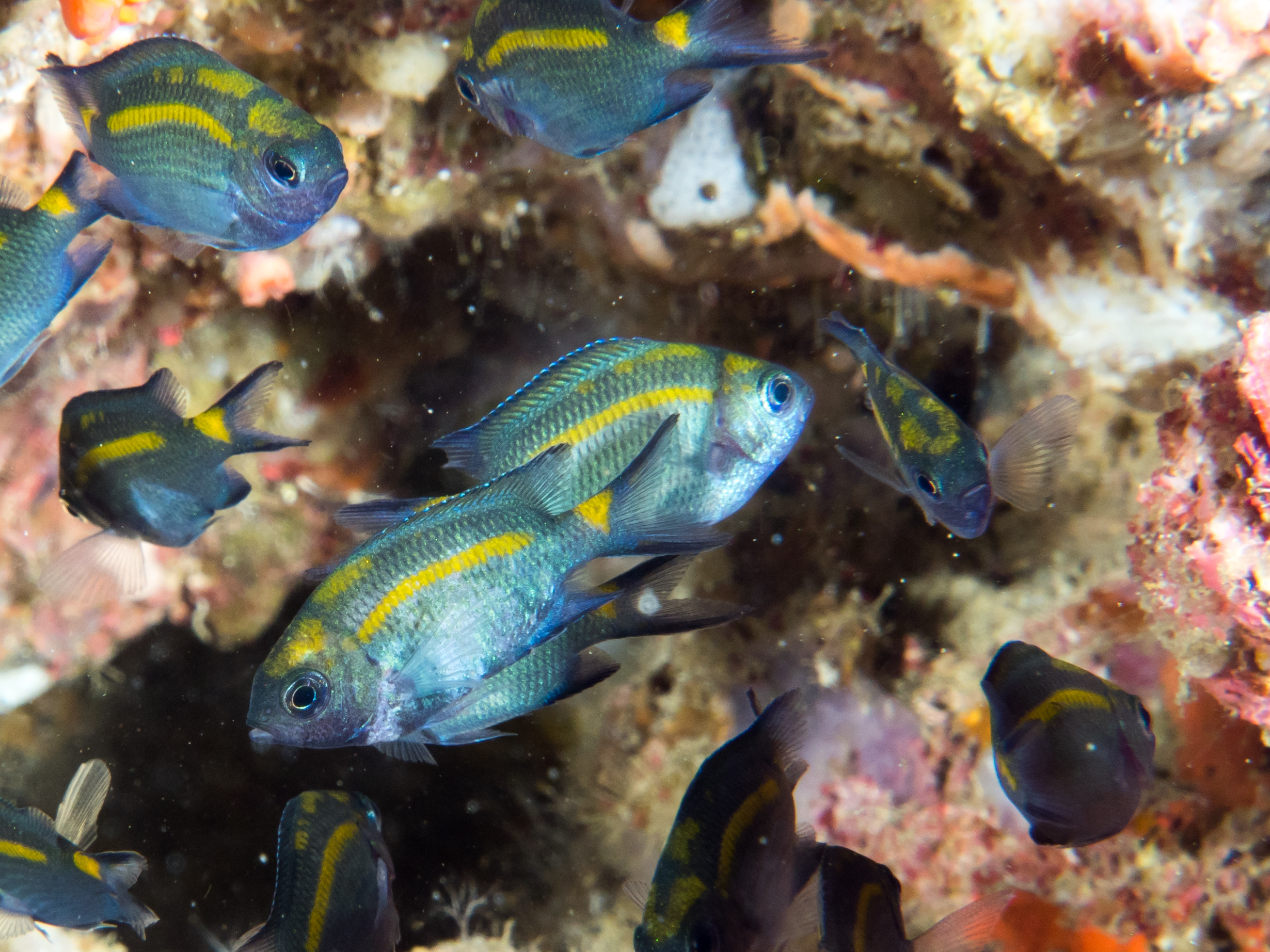
Một đàn cá con

Thức ăn của A. polyacanthus bao gồm tảo và nhiều loài động vật phù du. Cá trưởng thành sống theo đàn, còn cá con thường hợp thành từng nhóm nhỏ.
Vào thời điểm sinh sản, A. polyacanthus trưởng thành ghép đôi với nhau và thể hiện tính lãnh thổ. A. polyacanthus là loài duy nhất trong họ mà cá bột không phải trải qua giai đoạn là ấu trùng trôi nổi ngoài biển khơi, vì chúng là một trong số ít loài cá biển mà cá con được bảo vệ bởi cá bố mẹ. Cá con có khả năng chịu nhiệt trong phạm vi nhiệt độ từ 15 đến 38 °C, tăng trưởng tối đa (chiều dài) ở ngưỡng 28–31 °C và tăng trọng tối đa ở 28 °C; nếu vượt qua ngưỡng này, tốc độ tăng trưởng và tăng trọng giảm rõ rệt và cá con có thể sẽ chết sau đó.
Tuổi thọ lớn nhất được ghi nhận ở A. polyacanthus là 11 năm tuổi, thuộc những cá thể ở rạn san hô Great Barrier.

## Thương mại
A. polyacanthus đôi khi xuất hiện trong các hoạt động buôn bán cá cảnh.